# باول مولر (أستاذ جامعي)
باول مولر هو مهندس كندي، ولد في 11 ديسمبر 1936 في كندا.

## وصلات خارجية
- باول مولر على موقع IMDb (الإنجليزية)
- باول مولر على موقع إن إن دي بي (الإنجليزية)
- باول مولر على موقع قاعدة بيانات الفيلم (الإنجليزية)